# Franz Courth
Franz Courth SAC (* 30. Dezember 1940 in Weeze; † 17. September 1998 in Vallendar) war ein deutscher katholischer Theologe, Professor und Pallottiner.

## Leben
Ab 1952 besuchte der 1940 in Weeze geborene Franz Courth gemeinsam mit seinem Zwillingsbruder Peter das von Pallottinern geführte Konvikt St. Albert in Rheinbach. Nach Abschluss der mittleren Reife am Städtischen Gymnasium Rheinbach ging Courth nach Limburg an der Lahn und absolvierte dort 1963 das Abitur. Im Anschluss leistete er sein zweijähriges Noviziat bei den Pallottinern in Olpe. Courth studierte Philosophie und Theologie an der Philosophisch-Theologischen Hochschule der Pallottiner in Vallendar, wo er am 9. Juli 1969 zum Priester geweiht wurde. Nach Beendigung seines Studiums ging Courth nach München, wo er seine Dissertation „Das Leben Jesu des David Friedrich Strauß in der Kritik Johann Evangelist Kuhns“ anfertigte.
Nach seiner Promotion 1973 nahm er seine Vorlesungstätigkeit an der Hochschule in Vallendar auf. Seine Habilitation über „Das Wesen des Christentums in der Liberalen Theologie“ fand 1977 ihren Abschluss, am 1. Dezember des gleichen Jahres wurde Courth zum ordentlichen Professor der Dogmatik und Dogmengeschichte, die wie insbesondere die Mariologie auch zu den Schwerpunkten seines schriftstellerischen Schaffens gehörten, in Vallendar ernannt. Neben seiner Professorentätigkeit übernahm er von 1978 bis 1984 die Stelle eines Studiensekretärs, im Anschluss bis 1992 die eines Prorektors und schließlich bis 1996 die des Rektors an seiner Hochschule.
Franz Courth verstarb 1998 in Vallendar.

## Schriften (Auswahl)
- Trinität (= Handbuch der Dogmengeschichte, Bd. 2: Der trinitarische Gott – Die Schöpfung – Die Sünde, Faszikel 1). Herder, Freiburg im Breisgau
  - Faszikel 1a: In der Schrift und Patristik, 1988.
  - Faszikel 1b: In der Scholastik, 1985.
  - Faszikel 1c: Von der Reformation bis zur Gegenwart, 1996.
- Mariologie (= Texte zur Theologie, Abteilung Dogmatik, Bd. 6). Styria, Graz 1991, ISBN 3-222-11994-5.
- Jesus Christus, der Erlöser. Leitfaden zur Christologie. Fuck-Verlag, Koblenz 1993, ISBN 3-9803142-3-5.
- Der Gott der dreifaltigen Liebe. Bonifatius, Paderborn 1993, ISBN 3-87088-757-5.
- Die Sakramente. Ein Lehrbuch für Studium und Praxis der Theologie. Herder, Freiburg im Breisgau 1995, ISBN 3-451-23651-6.